# Danehill
Danehill är en civil parish i Storbritannien.   Den ligger i grevskapet East Sussex och riksdelen England, i den södra delen av landet, 50 km söder om huvudstaden London. Antalet invånare är 1 957. Arean är 22,7 kvadratkilometer.
Terrängen i Danehill är platt.